# 피아 토스카노
피아 토스카노(Pia Toscano, 1988년 10월 14일 ~ )는 미국의 가수이다. 음악 경연 프로그램 《아메리칸 아이돌》 시즌 10 참가자이다.

## 음반 목록

### EP
- Belong  (2016)